# Odbojkarski klub ACH Volley
L'Odbojkarski klub ACH Volley è una società pallavolistica maschile slovena con sede a Lubiana: milita nel campionato di 1. DOL.

## Storia
La società viene fondata nella cittadina slovena di Bled nel 1970, partecipando nei primi anni nei tornei inferiori della Repubblica Socialista Federale di Jugoslavia. Nel 1998 la squadra si trasferisce da Bled a Radovljica per esigenze di capienza del palazzetto, in seguito alla promozione della formazione nel massimo campionato sloveno. Il primo successo giunge con lo scudetto della stagione 1999-2000.
La stagione d'oro del Volley Bled è quella 2006-07, quando vince il quarto scudetto, la seconda Coppa di Slovenia, la Middle European League e la Top Teams Cup, battendo in finale la favorita Cimone Modena. In patria diventa così la squadra più forte, e lo dimostrano i numerosi scudetti consecutivi con conseguenti partecipazioni alla Champions League.
Nella stagione 2009-10 si rivela la sorpresa della Champions League: battendo prima la Lube Macerata e poi il Tirol Innsbruck, conquista l'accesso alla Final Four della manifestazione. Nonostante il quarto posto finale, molti suoi giocatori vengono premiati con premi individuali.

## Rosa 2018-2019
| N° | Nome                | Ruolo | Data di nascita  | Nazionalità sportiva |
| -- | ------------------- | ----- | ---------------- | -------------------- |
| 5  | Jani Kovačič        | L     | 14 giugno 1992   | Slovenia             |
| 6  | Diko Purić          | C     | 2 ottobre 1993   | Slovenia             |
| 7  | Uroš Pavlović       | C     | 30 marzo 1992    | Slovenia             |
| 8  | Rok Satler          | P     | 4 aprile 1979    | Slovenia             |
| 9  | Matija Pleško       | S     | 3 marzo 1976     | Slovenia             |
| 10 | Jan Brulec          | P     | 8 febbraio 1993  | Slovenia             |
| 11 | Petar Đirlić        | O     | 27 maggio 1997   | Croazia              |
| 12 | Jure Okroglič       | S     | 27 gennaio 1997  | Slovenia             |
| 13 | Jori Mantha         | S     | 27 novembre 1992 | Canada               |
| 15 | Andrija Vilimanović | P     | 14 novembre 1995 | Serbia               |
| 16 | Jan Pokeršnik       | S     | 15 dicembre 1989 | Slovenia             |
| 17 | Matic Videčnik      | C     | 31 luglio 1993   | Slovenia             |
| 18 | Tymofij Polujan     | S     | 10 gennaio 1998  | Ucraina              |

## Palmarès
- Campionato sloveno: 20

1999-00, 2004-05, 2005-06, 2006-07, 2007-08, 2008-09, 2009-10, 2010-11, 2011-12, 2012-13,
2013-14, 2014-15, 2015-16, 2016-17, 2017-18, 2018-19, 2019-20, 2021-22, 2022-23, 2023-24
- Coppa di Slovenia: 14

2004-05, 2006-07, 2007-08, 2008-09, 2009-10, 2010-11, 2011-12, 2012-13, 2014-15, 2017-18,
2018-19, 2019-20, 2021-22, 2022-23
- Top Teams Cup: 1

2006-07
- Middle European League: 13

2006-07, 2007-08, 2009-10, 2010-11, 2012-13, 2013-14, 2015-16, 2016-17, 2018-19, 2019-20,
2020-21, 2021-22, 2022-23